# 佳木斯市 (中华民国)
佳木斯市是由满洲国政府设置的市，國民政府:192、中華人民共和國政府沿用。1984年，与合江地区实行地市合并，成为地级佳木斯市。在中華民國行政區劃中，做为中華民國公告疆域行政區劃中的56個省轄市之一，保留至2005年。

## 历史
1910年3月1日，设置桦川县，县治东兴镇。1912年，桦川县迁治悦来镇。1930年，佳木斯屯与东兴镇合并，定名为“佳木斯镇”，属桦川县。
1934年12月1日，满洲国设三江省，三江省公署驻佳木斯。桦川县公署移驻佳木斯镇。1937年6月27日，满洲国政府调整行政区划，设置佳木斯市。12月1日，佳木斯市公署正式成立，由三江省管辖。将佳木斯近郊的竹板、三合、洋草川等十余个村屯划归佳木斯市管辖。
1945年八月風暴行動开始后，苏军遠東第2方面軍第十五集团军渡过黑龙江进入同江地区。8月17日，第361步兵师第394步兵团、第34步兵师第327步兵团第3步兵营、第388步兵师第632步兵团同时发起进攻，占领佳木斯市。满洲国驻军和日军被消灭，1700多名官兵被俘。占领佳木斯后，第十五集团军沿松花江向依兰县、哈尔滨市方向进攻:27。此后及第二次国共内战期间，此地由中共政权管辖。
1945年10月下旬，中共政权在佳木斯市成立三江地区行政公署；11月21日，撤销三江地区，设置合江省，省政府驻佳木斯市。1946年，中共政权将市郊纯农村部分村屯划归桦川县管辖。同年，以今佳木斯市郊区设置第三区。
1947年6月5日，國民政府公布《東北新省區方案》，其中，佳木斯市为合江省省会。故中華民國內政部在次年编辑的《中華民國行政區域簡表》中，称“核准设置”:192。
1949年5月，中共政权撤销合江省并入松江省，佳木斯市由松江省直辖。1954年8月，松江省、黑龙江省合并，由黑龙江省直辖。1958年8月，由合江专区代管。1966年2月，由黑龙江省直辖。1968年4月，归合江地区管辖。1983年，由黑龙江省直辖。1984年12月，撤销合江地区，实行地市合并，成为地级佳木斯市。此前，佳木斯市辖区多有变动。

## 面积、人口
1947年，中華民國內政部编撰的《中華民國行政區域簡表》中，市域面积依据“伪满临时国劳调查速报”为113.54平方公里，人口168000人:192。